# Sabah Fakhri
Sabah Fakhri (în arabă: صباح فخري; n. 2 mai 1933, Alep, Siria – d. 2 noiembrie 2021, Damasc, Siria), pe numele său adevărat Subhi Abu Qaws (în arabă: صبحي ابو قوص) a fost un cântăreț arab sirian, unul dintre cei mai admirați cântăreți din lumea arabă în a doua jumătate a secolului al XX-lea și începutul secolului al XXI-lea.

## Copilăria
Sabah Fakhri s-a născut sub numele Sabah Abu Qaus la data de 2 mai 1933, în orașul Alep din nordul Siriei, într-o familie evlavioasă. Și-a început studiile la o școală coranică din Alep, unde pe lângă religia islamică a învățat bazele limbii arabe, și s-a perfecționat în recitarea și intonarea Coranului, artă pe care a stăpânit-o cu măiestrie încă de la vârsta de 6 ani. Mai târziu, a devenit muezin la o moschee din Alep.
S-a înscris apoi la Academia de Muzică Arabă din Alep, și ulterior la cea din Damasc, unde a studiat  muzica clasică arabă, ritmul, tehnicile de compoziție, precum și cântatul la oud și la qanoun. "Am ieșit din academie cu o educație muzicală completă", a afirmat el cu fermitate, accentuând  faptul că "un fond educativ solid reprezintă baza indispensabilă pentru dezvoltarea unui talent muzical".
A absolvit Academia de Muzică în anul 1948 avându-i ca profesori pe mai marii muzici arabe siriene, cum ar fi : Sheikh Omar Al BatIsh, Magdi Al Aqeeli, Nadeem si Ibrahim Al Darwish, Muhammad Rajab și Aziz Ghannam.
Numele de scenă, Fakhri, i-a fost dat de către mentorul său, liderul sirian naționalist, Fakhri Al Barudi care l-a încurajat pe Sabah, tânăr fiind, să nu plece în Europa ci să rămână și să își construiască cariera în Siria. Spre deosebire de mulți artiști, Fahri nu a studiat și lucrat în Egipt. De-a lungul carierei sale a accentuat faptul că talentul și faima sa sunt strâns legate de originile sale de arab sirian

## Cariera
După terminarea academiei de muzică din Damasc, Fakhri al Barudi, impresionat de talentul său, l-a ajutat să apară pentru prima oară la stația de radio națională din Siria. De atunci, cariera sa s-a aflat în plină ascensiune. În anul 1960, și-a făcut debutul și la televiziunea de stat.
Sabah Fakhri a susținut concerte și a participat la numeroase festivaluri muzicale în țările arabe, dar și în multe alte țări, a cutreierat lumea și și-a creat propriul regat artistic. De când a absolvit, a participat la toate festivalurile de muzică arabă. 
Printre realizările sale se numără și participarea la evenimentul organizat de UCLA în onoarea sa, dar și recitalul său din cadrul galei premiilor Nobel pentru pace din Suedia.
A intrat în Cartea Recordurilor Guiness după ce a reușit să cânte neîntrerupt timp de 10 ore la Caracas, Venezuela în anul 1968.   

### Stilul muzical
Sabah Fakhri și-a dedicat activitatea propagării muzicii arabe tradiționale. El și-a pus amprenta proprie și a încercat să dea o nouă imagine genului Muwashahate-lor, gen de muzică arabă cu influențe andaluze, moștenit din orașul său natal Alep), cântând acompaniat o orchestră mare în locul vechiului și tradi'ionalului takht.  
Sabah Fakhri își bazează repertoriul pe muzica tradițională din Alep, pe poeziile arabe și tradiționale, precum cele ale lui Abu Firas Al Hamdani, Al Mutannabi dar și pe creațiile multor compozitori clasici arabi și contemporani. Se numără și printre ultimii maeștri ai genului tradițional din Alep, numit koudoud halabiyya.

### Cariera cinematografică
Sabah Fakhry și -a făcut debutul în cinematografie alături de celebra cântăreața Warda Al Jazairia în filmul Al Wadi Al Kabir.
Mai apoi, a filmat pentru Nagham al Nas și celebrul film Asmaa Allah Al Husna, împreună cu Abdul Rahman Al Rashi  (Numele dumnezeiești) și Muna Wassef.

## Funcții onorifice
- Președinte al Asociației Artiștilor din Siria , ales de mai multe ori
- Vice-președinte al Asociației Artiștilor Arabi
- Ales membru în Parlamentul sirian în anul 1998
- Membru al Juriului la Festivalului de cântec de la Latakia
- Membru al Juriului Festivalului de muzică siriană și director general la prima și a 8-a ediție a festivalului

## Discografie
- Malek Ya Helwa Malek (arabă: مالك يا حلوة مالك)
- Khamrata el Hob (arabă: خمرات الحب)
- Ya Teira Tiri (arabă: يا طيرة طيري)
- Foog Elnakhal (arabă: فوق النخل)
- Addouka al Mayass (arabă: قدوك المياس)
- Ya Mal il Sham (arabă: يا مال الشام )
- Eba'atli Jawab (arabă: ابعتلي جواب)
- Ah Ya Helo (arabă: اه يا حلو)
- Qul lil Maliha (arabă: قل للمليحة )

## Premii și distincții
- Diplomă de onoare pentru întreaga carieră muzicală, primită din partea orașului Las Vegas, precum și cheia orașului.
- Cheia orașului Detroit și cheia orașului Miami, primite în semn de apreciere pentru contribuția sa adusă muzicii tradiționale arabe.
- Diplomă de onoare și distincții primite în cadrul galei organizate în numele său de către universitatea U.C.L.A.
- Medalie de onoare primită în anul 1975 din partea președintelui tunisian Habib Bourguiba
- Medalie primită din partea sultanului Qaboos bin Said Al Said al Omanului, în anul 2000.
- A obținut medalia de aur a Festivalului de muzică arabă de la Damasc din anul 1978
- A obținut Premiul Muzicii Arabe din partea Emiratelor Arabe Unite, în semn de omagiu pentru întreagă sa carieră muzicală.
- Premiul I la Festivalul  de muzică arabă de la Cairo, primit din partea Ministerului turismului al Egiptului
- Diplomă de onoare primită la festivalul muzicii arabe din Cairo.
- Diplomă de onoare și distincții primite în cadrul festivalului de muzică de la Fes, în anul 2004
- În anul 2007 a fost decorat de către președintele Siriei, Bashar Al- Assad cu Ordinul Național de Merit.